# Mihai Dinu
Mihai Dinu (n. 10 februarie 1942, București) este doctor în lingvistică matematică,  prozodist, autor de studii filologice și de studii de teoria comunicării interdisciplinare.

## Biografie
Născut în București la 10 februarie 1942, Mihai Dinu este nepotul cunoscutului economist, sociolog și om politic Mihail Manoilescu (1891-1950) și fiul profesorului universitar Valeriu Dinu (1905-1997), ecologist și specialist în economie forestieră, precum și al Nataliei Manoilescu-Dinu (1920-1990), autoare a unor lucrări de referință în domeniul teologiei ortodoxe. A absolvit, în anul 1959, liceul Matei Basarab, după care a urmat Facultatea de Hidrotehnică din cadrul Institutului de Construcții din București (promoția 1966) și Facultatea de Filologie a Universității din București (promoția 1971). În anul 1979 și-a susținut doctoratul în matematică cu teza intitulată „Metode algebrice, probabilistice și strategice în studiul teatrului” sub îndrumarea profesorului Solomon Marcus. În perioada 1966–1990, Mihai Dinu a fost cercetător și inginer proiectant principal la Institutul de Cercetări și Proiectări pentru Gospodărirea Apelor din București.
În 1990 ocupă, prin concurs, postul de lector universitar la Catedra de Antropologie Culturală a Facultății de Jurnalism din cadrul Universității din București, parcurgând, succesiv, gradele de conferențiar (1993 –1998), profesor și decan al aceleiași instituții (1998– 1999). În străinătate, a fost profesor invitat la Facultatea de Limbi Moderne a Universității din Nantes (Franța, anii 1993, 1996 și 2002) și la Facultatea de Sociologie a Universității „Paul Valéry” din Montpellier (Franța) - 1998.
Din 1999 este redactorul șef al Revistei Române de Comunicare și Relații Publice pe care a înființat-o împreună cu profesorii universitari Ioan Drăgan și Paul Dobrescu. Din 1999 până în prezent, Mihai Dinu ocupă postul de profesor la Facultatea de Litere a Universității din București (după 2012, profesor emerit). Din 2004 este conducător de doctorat în științe filologice (15 doctorate finalizate până în prezent).

## Volume de autor
- Ritm si rimă în poezia românească, Editura Cartea Românească, 1986, 378 p.
- Introducere în teoria comunicării, Editura Universității din București, 1993, 244 p.
- Personalitatea limbii române – fizionomia vocabularului, Editura Cartea Românească, București, 1996, 367 p.
- Comunicarea – repere fundamentale, ediția I, Editura Științifică, București, 1997; ediția a II-a, Editura Algos, 2000, 362 p.; ediția a III-a, revăzută și * adăugită, Editura Orizonturi, 2007, 439 p.
- Chronosophia – chipuri ale timpului, ediția I, Editura Fundației Culturale Române, 2002, 356 p.; ediția a II-a, Editura Spandugino, 2012, 509 p.[1][2]
- „E ușor a scrie versuri…” – mic tratat de prozodie românească, Editura Institutului Cultural Român, 2004, 280 p.
- Fundamentele comunicării interpersonale, Editura All, 2004, 303 p.
- „Bătrânul poet dintâi” – incursiune în poezia și poetica dosofteiană, Editura Academiei Române, 2007, 381 p.
- Un alt Bolintineanu – gânduri despre natura poeziei, Editura Spandugino, 2010, 372 p.
- Dincolo de cuvinte – polifonia inaudibilă a „Scrisorii pierdute”, Editura Spandugino, 2012, 385 p.
- Mică metodă de liră pentru începători (cu tubulatura digitației prozodice și optzeci de exerciții rezolvate), Editura Spandagino, 2014 [3]
- Natalia Manoilescu-Dinu - Mărturia unei vieți. Memorii, Editura Spandugino, 2014 (cuvânt înainte, note explicative și Epilog - pp. 631–760).[4][5]

## Studii și articole (selectiv)

### Lingvistică și teoria comunicării
- Contributions à l’étude de certaines interactions informationnelles dans le roumain écrit: l’influence à distance des lettres, Cahiers de linguistique théorique et appliquée, tome 9, fasc.2, 1972, p.211-240
- Un modèle markovien de l’influence à distance dans les langues naturelles, Recueil linguistique de Bratislava, tome 4, 1973, p.149-162
- Modèle ensembliste de la synonymie lexicale, Revue roumaine de linguistique, tome 19, no.3, 1974, p.219-229
- Pour une nouvelle définition du concept de série synonymique, Revue roumaine de linguistique, tome 28, no.6, 1983, 479-485
- Une variété graduelle de neutralisation sémantique: la synonymie médiate des antonymes, Revue roumaine de linguistique, tome 29, 1984, no.6, p.485-491
- Latinité du roumain, „roumanité” du latin - éléments pour une statistique lexicale comparative, Revue roumaine de linguistique, tome 30, no5, 1985, p.417-420
- Considérations sur le poids du substratum dans l’ensemble du lexique roumain, Revue Roumaine de Linguistique, tome XL, no1-3, 1995, p.29-36
- Tranzitivitate și glisaj semantic în traducerea poeziei, Analele științifice ale Universității “Ovidius”, Secțiunea Filologie, tom VIII, “Studia in honorem Teodora Cristea”, Constanța, 1997, p.160-179
- Paradigma teatrală a comunicării sociale: de la metaforă la model, Revista română de comunicare și relații publice, 1, 1999, p. 48-56
- L’étymogramme – image synthétique des rapports réciproques entre les sources tymologiques du vocabulaire, Proceedings of the Romanian Academy, series C: Humanities and Social Sciences, Bucharest, The Publishing House of the Romanian Academy, vol.1, nr.1, January-April 2001, p.7-12
- Autoritatea Cuvântului, Plērōma, IV, nr.2, iunie 2002, p.57-72  Comunicarea și autoritatea cuvântului, Buletinul științific al Facultății de Științe ale Comunicării, Universitatea Ecologică din București, 2004-2005, p.17-26
- Un modèle tridimensionnel du système consonantique du roumain contemporain, Revue Roumaine de Linguistique, tome 51, n0 3-4, Juillet – Décembre 2006, p.457-465
- Pornind de la o metaforă bühleriană: heraclitism herzian și comunicare modernă, Secolul 21, nr.1-6, 2006, p.32-47
- Interpersonal versus impersonal în comunicare, în volumul Relații publice și publicitate – tendințe și provocări, Editura Tritonic, 2006, p.63-74
- Particularități morfo-sintactice ale stilului dosofteian în Psaltirea în versuri din 1673, în volumul Limba română – stadiul actual al cercetării (coordonator: Gabriela Pană-Dindelegan), Editura Universității din București, 2007, p.297-305
- Tipologia asonanței. Aspecte fonologice și fonetice, în volumul „Bătrânul înțelept de la Pylos” omagiu lui Andrei Avram la optzeci de ani, p.51-58
- Câteva observații privind predarea elementelor de vocabular al limbii române la clasele de studenți străini, Limbă și Literatură, vol. III-IV, 2009, p.98-104.

### Teorie literară, metrică și prozodie
- Lingvistica matematică și problemele rimei, Studii si cercetări lingvistice, 25, nr.1, 1974, p.13-23
- Formalizarea lingvistico-matematică in studiul rimei românești, Semiotica folclorului, Editura Academiei, 1975, p.197-207
- Formalisation linguistico-mathématique dans l’étude de la rime (populaire et savante), Sémiotique formelle du folklore, Editions Klincksieck, Paris, 1978, p.69-86
- Invariances rythmiques du roumain littéraire, Cahiers de linguistique théorique et appliquée, tome 16, fasc.1, 1979, p.57-72
- Configurații ritmice în „Luceafărul”, Studii de Stilistică, Poetică, Semiotică, Cluj-Napoca, 1980, p.260-270
- Rythme et sélection lexicale dans la versification roumaine classique, Cahiers de linguistique théorique et appliquée, tome 17, fasc.1, 1980, p.9-26
- Le vers roumain en tant que code détecteur et correcteur de licences rythmiques, Cahiers de linguistique théorique et appliquée, tome 17, fasc.2, 1980, p.137-148
- Sistemul rimei la Mitropolitul Dosoftei: o fonologie sui-generis, Studii si cercetări lingvistice, anul 24, nr.2, 1978, p.197-207
- Pour une perspective dualiste dans l’approche du rythme poétique roumain, Cahiers de linguistique théorique et appliquée, tome 18, fasc.2, 1981, p.129-140
- Ambivalența accentuală a cuvintelor monosilabice - sursă de ambiguitate ritmică în versul clasic românesc, Studii și cercetări lingvistice, anul XXXII, nr. 4, 1981, p.345-358
- Alternances rythmiques dans le vers roumain classique, Revue roumaine de linguistique théorique et appliquée, tome XVIII, n° 1, 1981, p. 21-38
- Poétique matématique et interprétation, Cahiers roumains d’études littéraires, no.3, 1982, p.91-95
- Moule et schémas rythmiques dans le vers roumain classique, Cahiers de linguistique théorique et appliquée, tome 19, fasc.2, 1982, p.51-61
- Rythme et „macrorythme” dans la versification roumaine, Revue roumaine de linguistique, tome 28, no.3, 1982, p.255-263
- Autoportret cu carte sau despre narcisismul criticii literare, Viața Româneasca, anul 80, nr.1, 1985, p.55-57
- The Informational Machinery of Metrical Diagnosis in Poetry, Proceedings of the Seventh International Congress of Cybernetics  and Systems, Thales Publications, St.Annes, England, 1987, p.7-11
- Structures accentuelles de l’alexandrin chez Racine, Langue Française, année 99, no3, septembre 1993, p.63-74
- Les formes métriques les plus anciennes de la poésie roumaine, în volumul. "Métriques du Moyen Age et de la Renaissance”, (edit.: Dominique Billy), L’Harmattan, Paris, Montréal, 1999, p. 85-98
- Dosoftei și versul popular, Analele Universității din București, Limba și literatura română, 2003, p.67-78
- Schimbări de paradigmă în abordarea structurii versului clasic românesc – implicații didactice, Studii și cercetări lingvistice, vol.57, nr.2, 2006
- Minimalism prozodic: versurile de 1-4 silabe, Limbă și literatură, vol I-II, 2013, p.34-47.
- Poezia între symbolon și arrēton, Limbă și literatură, vol. I-II, 2009
- Elogiu ingeniozității metrice, studiu introductiv la volumul Starea de sonet de Paul Miclău, Editura Muzeului Literaturii Române, 2010
- Un înnoitor contemporan al sonetului românesc, Caiete critice, 2011

### Studiul literaturii dramatice
- Structures linguistiques probabilistes issues de l’étude du théâtre, Cahiers de linguistique théorique et appliquée, tome 5, 1968, p.29-46
- Contributions à l’étude mathématique du théâtre, Revue roumaine de mathématiques pures et appliquées, tome 15, 4, 1970,  p.521-543
- L’interdépendance syntagmatique des scènes dans une pièce de théâtre, Cahiers de linguistique théorique et appliquée, tome 9, fasc.1, 1972, p.55-69
- La stratégie  des personnages dramatiques à la lumière du calcul propositionnel bivalent, Poetics, 10, Mouton, Hague/Paris, 1973, p.147-159
- Continuité et changement dans la stratégie des personnages dramatiques, Cahiers de linguistique théorique et appliquée, tome 10, fasc.1, 1973, p.5-26
- Individualité et mobilité des personnages dramatiques, Cahiers de linguistique théorique et appliquée, tome 11, fasc.1, 1974, p.45-57
- Approche linguistique-mathématique de l’histoire de l’opéra, Cahiers de linguistique théorique et appliquée, tome 13, fasc.1, 1976, p.283-292
- How to Estimate the Weight of Stage Relations ?, Poetics 6, North-Holland Publishing Company, 1977, p.209-227
- Aspects sémiotiques de la stratégie des personnages dans le théâtre, A Semiotic Landscape, Mouton Publishers, The Hague, Paris, New York, 1980, p.862-866
- Ștafeta personajelor - o problemă de tehnică dramaturgică si soluțiile ei, Caietele Critice ale “Vieții Românești”, vol.10, 1982, p.56-65
- The Algebra of Scenic Situations, Semiotics of Drama and Theatre, John Benjamins Company, Amsterdam-Philadelphia, 1984, p.67-92
- Entropy and Prediction in the Study of Theatre, Poetics, 13, North-Holland Elsevier Science Publishers, Amsterdam, 1984, p.57-70
- Teatrologia matematică - realizări si promisiuni, Matematica in lumea de azi si de mâine, Editura Academiei, 1985, p.95-101
- Continuitate și ruptură în strategiile scenice ale teatrului clasic, UltimaT, 1, 1999, p.75-81  Vizual și verbal în teatru, în volumul Comunicarea și schimbarea culturală (coordonator: Monica Spiridon), București, Editura Ars Docendi, 2001, p.31-39
- Discours didascalique et mise en scène, Interlitteraria 7, vol.II, Tartu, Estonia, Ed. Kirjastus,  2002, p.264-275

### Studii culturale
- Genealogia eroilor mitologici in lumina teoriei grafurilor, Semiotica Folclorului, Editura Academiei, 1975, p.243-267
- À propos d’un état limite du cosmos dans les “Métamorphoses” d’Ovide, Sémiotique formelle du folklore, Editions Klincksieck, Paris, 1978, p.258-279
- La généalogie des héros mythologiques à la lumière de la théorie des graphes, Sémiotique formelle du folklore, Editions Klincksieck, Paris, 1978, p.258-279
- Idiomatic și universal în cultură, Studii culturale, revistă editată de Fundația Culturală Română, nr.1, 2000, p.18-26
- Haos, ordine, timp, Secolul 20, 1-2-3, 1999, p. 274-288  În toată puterea cuvântului, Secolul 20-21, 4-9, 2000, p.45-56
- Concomitance et contemporanéité. Considérations sur le synchronisme des cultures, în volumul (Multiple) Europe: Multiple Identity, Multiple Modernity (Monica Spiridon, editor), Ararat Publishing House, Bucharest, 2002, p.259-266
- Omul kitsch și catedrala, Secolul 21, nr.1-6, 2006, p.181
- Joc secund – A Game of the Secondary, Arhitext, anul XIV, nr.5, mai 2007, p.44-45
- Pledoarie pentru un viitor al trecutului – Pleading for a Future of the Past, Arhitext, anul XV, nr.6, iunie 2008, p.44-47

### Ecologie și mecanica fluidelor
- Probleme hidraulice ale evacuatorilor barajelor înalte cu aplicații la unele lucrări din țara noastră, „IPACH- 15 ani de activitate”, 1968, p.3-14
- Elemente pentru optimizarea dimensionării hidraulice a evacuatorilor cu trambulină, Hidrotehnica, vol.16, nr.8, 1971, p.411-416
- Comportarea hidraulică a construcțiilor de retenție și de captare, Cauze și efecte ale apelor mari, 1972, p.179-196
- Eléments pour une écologie mathématique, Informatică si modele matematice in științele sociale, vol.3, nr.1-2, 1974, p.43-54
- Méthodes et modèles de calcul pour les processus de dispersion, IV-ièmes Journées de la CIESM, Antalya, Turquie, 1978, p.655-661

### Psihologia percepției temporale
- A Mathematical Approach to the Psychological Time, Time, Quality of Life and Social Development, Fundation Bariloche, San Carlos de Bariloche, Rio Negro, Argentina, 1982, p.75-88
- Psychological Time. A Discrete Approach, în volumul Mathematical Linguistics and Related Topics (editor Gh.Pãun), Editura Academiei Române, București, 1995, p.95-104
- Timpul în poezia românească, revista electronică „Respiro” (www. revistarespiro.com), nr.3, 2001, 43 pag.
- Un paradox temporal: eternitatea, revista electronică „Respiro” (www. revistarespiro.com), nr.4, 2001, 19 pag.

## Contribuții în volume colective
- Semiotica folclorului – abordare lingvistico-matematică (edit. coord.: prof. Solomon Marcus), Editura Academiei RSR, 1975, pp. 73–90, pp. 243–267;
- La sémiotique formelle du folklore (edit. coord.: prof. Solomon Marcus), Éditions Klincksieck, Paris, 1978, pp. 69–86, 245-280;
- Time, Quality of Life and Social Development (edit.: Carlos A. Mallmann și Oscar Nudler), Fundation Bariloche, San Carlos de Bariloche, Argentina, 1882, pp. 75–88;
- Semiotics of Drama and Theatre (edit.: Herta Schmid și Aloysius van Kesteren), John Benjamins Publishing Company, Amsterdam/Philadelphia, 1984, pp. 67–92;
- Matematica în lumea de azi și de mâine (edit. coord.: acad. Caius Iacob), Editura Academiei RSR, București, 1985, pp. 95–101;
- Mathematical Linguistics and Related Topics (edit.: Gheorghe Păun), Editura Academiei Române, 1995, pp. 95–104;
- Evocări Al. Rosetti (edit.: Andriana Fianu), Editura Minerva, București, 1995, pp. 97–103;
- Métriques du Moyen Age et de la Renaissance (edit.: Dominique Billy), L’Harmattan, Paris, Montréal, 1999, pp. 85–98;
- Comunicarea și schimbarea culturală (coordonator: Monica Spiridon), București, Editura Ars Docendi, 2001, pp. 31–39;
- (Multiple) Europe: Multiple Identity, Multiple Modernity (Monica Spiridon, editor), Ararat Publishing House, Bucharest, 2002, pp. 259–266;
- Mihail Manoilescu – un punct de referință în gândirea economică (edit. coord. Constanța Partenie), Editura Economică, 2007, pp. 19–32;

## Premii și distincții
- Premiul de critică literară al revistei Viața Românească pentru eseul "Autoportret cu carte sau despre narcisismul criticii literare" (1985);
- Premiul „Timotei Cipariu” al Academiei Române pentru volumul "Personalitatea limbii române – fizionomia vocabularului" (1996);
- Premiul pentru critică, istorie literară și eseu al Uniunii Scriitorilor din România pentru volumul "Un alt Bolintineanu” – gânduri despre natura poeziei" (2010) [6];
- Nominalizare la premiul revistei România Literară pentru volumul « E ușor a scrie versuri… » – mic tratat de prozodie (2004);
- Nominalizare la premiile naționale de arte acordate de Ministerul Culturii și Cultelor pentru volumul "Bătrânul poet dintîi – incursiune în poezia și poetica dosofteiană" (2007);
- Nominalizare la premiile revistei Observator cultural pentru volumul "Dincolo de cuvinte – polifonia inaudibilă a „Scrisorii pierdute” (2012);
- Premiul „Cartea Anului” 2014 al Fundației Culturale „România literară” (premiu acordat, ex-aequo, alaturi de volumul "Citind cărțile de azi", de Dan Cristea)[7].

## Afilieri academice
- Asociația Europeană de Cercetare și Educație în Relații Publice (EUPRERA);
- Centrul de studii metrice (CEM) din cadrul Fundației „Ange Guépin” (Nantes–Franța);
- Colegiul de redacție al Revistei române de relații publice;
- Colegiul de redacție al revistei Limbă și literatură.
- Forumul internațional de semiotică a teatrului (Philadelphia–SUA);
- Uniunea Scriitorilor din România.

## Aprecieri critice
„În Mihai Dinu trăiesc un om de știință, un filosof și un scriitor. Dar ei nu duc vieți paralele, ci se află tot timpul împreună. La strălucirea operei , se adaugă farmecul prezenței sale umane. O personalitate inconfundabilă a culturii românești, care în „Chronosophia” își găsește o expresie majoră.” - Solomon Marcus
„Cartea lui Mihai Dinu ("Un alt Bolintineanu – gânduri despre natura poeziei") este cea mai bună carte de critică a anului 2010 și, totodată, una dintre cele mai bune cărți despre poezie, poetică și poeticitate, apărute vreodată în critica noastră.” - Răzvan Voncu

## Legături externe
Interviuri și recenzii
- .htm - Pagină de prezentare[nefuncțională]
- Curriculum vitae Arhivat în 28 august 2015, la Wayback Machine.
- O carte european de bună despre comunicare Arhivat în 5 aprilie 2009, la Wayback Machine., 29 mai 1998, George Pruteanu, "Pruteanu.ro"
- Interviu Arhivat în 31 august 2014, la Wayback Machine.
- A visat 24 de ani că va ajunge profesor, 22 octombrie 2010, Ionela Gavriliu, "Jurnalul.ro"
- Profil:Mihai Dinu sau riscul asumat Arhivat în 11 iunie 2010, la Wayback Machine., 13-19 februarie 2012, Solomon Marcus, Romania literara;
- Certificat de noblețe Arhivat în 25 iulie 2013, la Wayback Machine., 21-27 februarie 2012, Mihai Zamfir, Romania literara;
- Cartea Anului 2014 Arhivat în 30 noiembrie 2016, la Wayback Machine., 5 decembrie 2014-6 ianuarie 2015, Romania literara;
- Interviu realizat de Mirela Băzăvan cu dl. prof. Mihai Dinu, nepotul lui Mihail Manoilescu
- “Să ne întoarcem la clasici, va fi un progres!“, 12 decembrie 2014, Nicolae Manolescu, Adevarul
- “Muzica poate scandaliza, însă nu induce niciodată în eroare”, 10 septembrie 2015, Florina Pîrjol, Adevarul

Video
- - Cantecul profesorului Mihai Dinu pentru CRP 2010
- - Lansare vol. "Chronosophia", la Bookfest, 2012
- - "Valorile noastre" (Litere 150 de ani)